# Коваленко, Александра Андреевна
Александра Андреевна Коваленко (18 декабря 1918 года, Юзовка — 8 сентября 1999 года, Москва) — советская и российская эстрадная певица. Заслуженная артистка РСФСР (1985).

## Биография
Родилась 18 декабря 1918 года в Юзовке (позднее — г. Сталино, ныне — г. Донецк) в многодетной рабочей семье, где было 11 детей.
Отец Андрей Иванович работал в железнодорожном депо. Мать — Мария Емельянова вела домашнее хозяйство и растила детей.
По окончании школы в 1936 году поступила в студию при городском музыкально-драматическом театре и через год играла в спектаклях. В начале войны театр эвакуировался в г. Сталинград, затем в г. Астрахань, где она работала солисткой филармонии, выступая во фронтовых бригадах.
В мае 1942 г. Комитет по делам искусств направил её на работу солисткой в Джаз-оркестр Киргизской ССР под управлением Юзефа Скоморовского, который гастролировал по всему Союзу, часто выступал перед фронтовиками.
С осени 1944 года по июнь 1945-го — солистка Вологодской филармонии, откуда приехала в Москву на прослушивание в Ансамбль песни и пляски ЦДКЖ под управлением Исаака Дунаевского, солисткой которого и проработала до 1949 года.
В 1951 году принята по конкурсу в Московский отдел музыкальных ансамблей Министерства культуры, выступала с оркестром п/у Гельмана. В 1952 года добилась победы на представительном конкурсе, организованном этим отделом.
В августе 1953 г. была приглашена в Государственный эстрадный оркестр РСФСР под управлением Леонида Утёсова, где проработала до конца 1958 года. В это время в студии Ленинградской артели «Пластмасс» записано 46 грампластинок певицы.
С 1959 года Александра Коваленко стала солисткой концертного объединения «Мосэстрада» и выступала до 1970 года, после чего оставила сцену.
Скончалась 8 сентября 1999 года.

## Семья
Первый муж (отец Алины Покровской) — Станислав Карлович Новак (1917—1990), работал осветителем в театре, в первые дни войны ушел на фронт.
Второй муж — Валентин Васильевич Александров, трубач и дирижёр симфонического оркестра областной филармонии.
Дочь — Народная артистка России Алина Станиславовна Покровская, актриса Московского театра Российской армии.